# Final Crisis
Final Crisis is een zevendelige comicserie, geschreven door Grant Morrison en geïllustreerd door J. G. Jones, Marco Rudy, Carlos Pacheco en Doug Mahnke.
De serie werd uitgegeven door de Amerikaanse uitgever DC Comics vanaf juli 2008 en vormt het laatste deel van een drieluik.
Final Crisis werd voorafgegaan door de comicserie Crisis on Infinite Earths, uitgegeven in 1985, en de comicserie Infinite Crisis uit 2006.
Final Crisis beschrijft hoe de superhelden uit het DC Comics universum zich staande moeten houden na een allesomvattende overwinning van de superschurken.

## Synopsis
De kwade goden van Apokalips slagen erin een groot deel van de bevolking van de Aarde te hersenspoelen met de "Anti-leven-formule", een wiskundige vergelijking die de vrije wil vernietigt. De getroffen mensen worden omgevormd tot volgzame slaven van de duistere god Darkseid, wiens duistere ziel nu het lichaam bewoont van brigadier Dan Turpin.
Aan de zijde van de superhelden wordt de Martian Manhunter vermoord, Batman gevangengenomen en Superman weggelokt van de Aarde, de Bloeding in, om het leven te redden van Lois Lane.
Voor de overgebleven superhelden volgt een keiharde strijd om te overleven in een wereld die door Darkseid in een ijzeren greep wordt gehouden. Terwijl dit alles plaatsvindt 'zakt' het hele heelal weg in een soort metafysische 'put' onder het multiversum, meegesleurd door Darkseid, die stervende is.
Darkseid wordt verslagen door een ironische paradox als hij wordt getroffen door een kogel die hijzelf nog moet afvuren... maar niet vóór hij Batman met zijn Omega-stralen raakt en uit de werkelijkheid verbant.
Het heelal stort steeds verder in elkaar, en krimpt tot een eilandje van realiteit in een zee van chaos - de lichaamloze essentie van Darkseid die, vergiftigd door de Radion-kogel, zijn lichaam heeft verlaten. Superman verbrijzelt met één gezongen muzieknoot de resten van Darkseid en wijdt zich dan aan de 'Wonder-Machine', een kopie van een apparaat uit de dertigste eeuw dat wensen in realiteit kan omzetten. Superman wenst een goede afloop.
Op datzelfde moment valt het heelal door de laatste barrière heen die het nog scheidt van de duisternis erbuiten, en in de wachtende handen van de metakosmische hypervampier Mandrakk. Maar Nix Uotan, een van de Monitors die de realiteit buiten het multiversum bewonen, heeft een leger verzameld: negenenveertig Supermannen uit de eenenvijftig andere universa, het Groene Lantaarn-korps, een legioen engelen van de Pax Dei, de nieuwe Forever People en de dierlijke JLA van Aarde-C.
Samen verslaan ze Mandrakk en zijn dienaar, de gevampiriseerde Ultraman, waarna de verzamelde helden het heelal weer terugslepen naar zijn juiste plaats in het Multiversele Planetarium.
Dit is een redelijk samenhangende en vereenvoudigde synopsis.

## Achtergrond
'Final Crisis' is een waanzinnig complex en feitelijk - zelfs voor doorgewinterde stripfans - bijna niet te volgen verhaal. Vooral naar het einde toe verliest het verhaal zijn lineaire structuur als weerspiegeling van het instorten van de realiteit. Grant Morrison schijnt het bedoeld te hebben als een meta-verhaal, als het ware een verhaal over verhalen zelf; de Monitors, bijvoorbeeld, lijken een soort metafoor te zijn van de lezer zelf, die - als fans - het verhaal beïnvloeden, maar er ook door beïnvloed worden. Veel lezers waren erg in de war, en het hielp niet echt dat 'Final Crisis' eerder aansloot op de eerdere series '52' en 'Seven Soldiers of Victory' dan op, bijvoorbeeld, 'Countdown to Final Crisis'(sic) waarvan hele plot-elementen werden genegeerd.
De enige effecten van de Final Crisis waaraan tot nog toe is gerefereerd zijn de dood van respectievelijk de Martian Manhunter en Batman.